# Alex Woolf
Alex Woolf, (né le 12 juillet 1963 à Boxmoor, Hertfordshire, en Angleterre) est un universitaire et historien britannique du spécialiste du Moyen Âge. Il étudie l'histoire de la Grande-Bretagne et de l'Irlande et dans une moindre mesure de la Scandinavie dans le haut Moyen Âge, et met un accent particulier sur l'interaction et la comparaison entre les frontières ethniques traditionnelles. Il est maître de conférences (anglais Senior Lecturer) de l'université de St Andrews.
Alex Woolf est l'auteur du volume II de la New Edinburgh History of Scotland, couvrant la période entre 789 et 1070. Pour ce livre désigné comme « ouvrage historique de l'année », il reçoit une récompense du Saltire Society (en) en 2008. Il est le frère cadet de l'historien spécialiste de l'Antiquité Greg Woolf (en).

## Carrière académique
En 1995, Woolf est nommé comme lecteur en archéologie à l'université du pays de Galles à Lampeter De 1997 à 2001, il est lecteur
en celtique et histoire et culture ancienne de l'Écosse à l'université d'Édimbourg. En 2001, 
il est transféré à l'université de St Andrews comme Lecteur en histoire,. Il est ensuite promu maître de conférences (Senior Lecturer).

## Sélection d’œuvres
- (en) Caedualla Rex Brettonum and the passing of the Old North, Northern History 41.1, 1-20 (2004)

- (en) « The "Moray Question" and the Kingship of Alba in the Tenth and Eleventh Centuries » dans The Scottish Historical Review  Volume LXXIX 2 n°208, octobre 2000 p. 145-164.

- (en) Alex Woolf, Beyond the Gododdin: dark age Scotland in medieval Wales: the Proceedings of a Day Conference Held on 19 February 2005, St Andrews, University of St. Andrews, Committee for Dark Age Studies, 2005 (ISBN 978-0951257388)

- (en) « Onuist son of Uurguist: tyrannus carnifex or a David for the Picts » 2005,  p. 35-42

- (en) Alex Woolf, Landscape and environment in Dark Age Scotland, St Andrews, The Committee for Dark Age Studies, University of St Andrews, 2006 (ISBN 978-0951257364)

- (en) Dun Nechtain, Fortriu and the Geography of the Picts; Scottish Historical Review 2006 ; 85(2): p. 182-201

- (en) Alex Woolf, From Pictland to Alba 789~1070. The New Edinburgh History of Scotland II, Édimbourg, Edinburgh University Press, 2007 (ISBN 9780748612345).

- (en) The expulsion of the Irish from Dyfed; Ireland and Wales in the Middle Ages; Karen Jankulak, Jonathan Wooding (ed); Four Courts Press 2007; p. 102-115

- (en) Alex Woolf, Scandinavian Scotland, 20 Years After: the proceedings of a day conference held on 19 February 2007, St Andrews, University of St. Andrews, Committee for Dark Age Studies, 2009 (ISBN 978-0951257371)